# Quad Flat Package

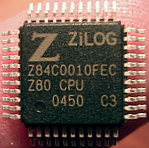
Um Zilog Z80 num encapsulamento QFP de 44 pinos (acondicionamento especial: LQFP).

Um Quad Flat Package (QFP ou encapsulamento quadrado) é um encapsulamento de circuito integrado com terminais que se estendem de cada um dos quatro lados. É usado somente em SMT, não é possível o uso de soquetes ou thru-holes. Existem versões de 32 a mais de 200 terminais, com um espaçamento que vai de 0,4 a 1,0 mm. Acondicionamentos especiais incluem LQFP (Low profile QFP) e TQFP (Thin QFP).
Este tipo de encapsulamento tornou-se comum na Europa e EUA no início da década de 1990, mas componentes QFP têm sido usados em bens de consumo eletrônicos japoneses desde a década de 1970, freqüentemente misturados a componentes thru-hole e, às vezes, soquetados, na mesma placa de circuito impresso.
Um encapsulamento relacionado ao QFP é o PLCC o qual é semelhante, mas possui terminais com espaçamentos maiores, 1,27 mm (ou 1/20 de polegada), curvados de forma tal que permite que sejam soquetados ou soldados diretamente na placa-mãe. É geralmente usado em memórias flash NOR e outros componentes programáveis.

## Variações

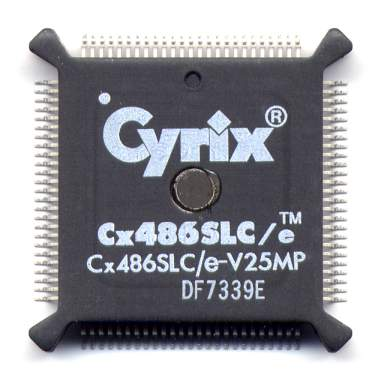
Um Cyrix Cx486SLC em formato Bumpered Quad Flat Package (BQFP).

A forma básica é uma estrutura chata retangular (frequentemente quadrada) com terminais nos quatro lados, mas existe uma multiplicidade de designs. As diferenças estão geralmente na quantidade de terminais, espaçamento, dimensões, e materiais usados para aperfeiçoamento (geralmente em características termais). Uma variação clara é o Bumpered Quad Flat Package com extensões nos quatro cantos para proteger os terminais contra danos mecânicos, antes da unidade ser soldada.

### Tipos
- BQFP: Bumpered Quad Flat Package
- BQFPH: Bumpered Quad Flat Package com heat spreader
- CQFP: Ceramic Quad Flat Package
- FQFP: Fine Pitch Quad Flat Package
- HQFP: Heat sinked Quad Flat Package
- LQFP: Low Profile Quad Flat Package
- MQFP: Metric Quad Flat Package
- PQFP: Plastic Quad Flat Package
- SQFP: Small Quad Flat Package
- TQFP: Thin Quad Flat Package
- VQFP: Very small Quad Flat Package
- VTQFP: Very Thin Quad Flat Package